# Joseph Schumacher (Theologe)
Joseph Schumacher (* 4. März 1934 in Nottuln bei Münster in Westfalen; † 27. September 2020 in Freiburg im Breisgau) war ein deutscher römisch-katholischer Priester und Theologe.

## Leben
Nachdem Schumacher 1953 das Abitur am Staatlichen Gymnasium in Coesfeld abgelegt hatte, studierte er von 1953 bis 1959 Philosophie und der Theologie in Münster und Innsbruck. 1959 erfolgte seine Priesterweihe in Münster. Von 1959 bis 1968 war er als Kaplan in verschiedenen Pfarreien des Bistums Münster tätig und 1968 als Gymnasiallehrer für das Fach Religion in Oldenburg i. O.

## Wissenschaftlicher Werdegang
Seit 1971 war Joseph Schumacher Wissenschaftlicher Assistent am Seminar für Fundamentaltheologie der Albert-Ludwigs-Universität in Freiburg im Breisgau bis zu seiner Promotion. Diese erfolgte 1973 zum Doktor der Theologie in Freiburg mit der Arbeit Der Denzinger von seinen Anfängen bis zur Gegenwart. Ein Beitrag zur Geschichte der theologischen Erkenntnislehre in neuerer Zeit (1974 im Druck erschienen mit dem Titel Der Denzinger. Geschichte und Bedeutung eines Buches in der Praxis der neueren Theologie im Herder Verlag in Freiburg).
Ab 1974 nahm er eine wissenschaftliche Tätigkeit im Bischöflichen Ordinariat in Münster auf. 1977 erfolgte Schumachers Habilitation in Freiburg mit der Arbeit Der apostolische Abschluß der Offenbarung Gottes (1979 im Druck erschienen mit dem gleichlautenden Titel im Herder Verlag in Freiburg). 1977 erhielt er die Venia legendi für das Fach Fundamentaltheologie und begann 1978 mit der Lehrtätigkeit als Privatdozent.
Vor seiner Professur vertrat er von 1980 bis 1984 den Lehrstuhl für Fundamentaltheologie in Freiburg. 1983 wurde er zum außerplanmäßigen Universitätsprofessor ernannt.
Seit 1978 übte er neben der Lehrtätigkeit an der Freiburger Universität eine umfangreiche Vortragstätigkeit auf wissenschaftlichen Kongressen und Akademie-Tagungen aus, die ihren Niederschlag in rund achtzig wissenschaftlichen Abhandlungen gefunden hat. Thematisch widmete sich Schumacher meist aktuellen Fragen, etwa Frauenpriestertum oder Interkommunion, sowie grundlegenden Themen des katholischen Glaubens, zum Beispiel der Marien- und Heiligenverehrung.
Die Spätphase seiner wissenschaftlichen Tätigkeit erstreckte sich auf Vorträge und Vorlesungen, die Schumacher auch auf seiner eigenen Homepage veröffentlichte.

## Mitgliedschaften
- 1989: Mitglied der Pontificia Academia Theologica Romana
- 1996: korrespondierendes Mitglied der Pontificia Academia Mariana Internationalis
- Mitglied der katholischen Studentenverbindungen AV Austria Innsbruck im ÖCV und KDStV Hercynia Freiburg im Breisgau im CV

## Veröffentlichungen (Auswahl)
- Der „Denzinger“ von seinen Anfängen bis zur Gegenwart. Ein Beitrag zur Geschichte der theologischen Erkenntnislehre in neuerer Zeit. Freiburg im Breisgau 1973.
- Der apostolische Abschluss der Offenbarung Gottes. Freiburg im Breisgau 1979, ISBN 3-451-18299-8.
- Maria im Geheimnis Christi und der Kirche. Ein Glaubensbuch. Naumann, Würzburg 1987, ISBN 3-88567-055-0.
- Esoterik – die Religion des Übersinnlichen. Eine Orientierungshilfe nicht nur für Christen. Paderborn 1994, ISBN 3-87088-819-9.
- Theologische Erkenntnislehre. Patrimonium-Verlag, Aachen 2013, ISBN 978-3-86417-012-6.
- Die Kirche Christi, ihre Genese und ihr Anspruch. Patrimonium-Verlag, Aachen 2014.
- Die Frau in den Religionen. Patrimonium-Verlag, Aachen 2015, ISBN 978-3-86417-032-4.
- Die Identität des Katholischen. Patrimonium-Verlag, Aachen 2016, ISBN 978-3-86417-050-8.
- Die Mystik im Christentum und in den nichtchristlichen Religionen. Patrimonium-Verlag, Aachen 2016, ISBN 978-3-86417-051-5.